# Bronisław Kruczkiewicz

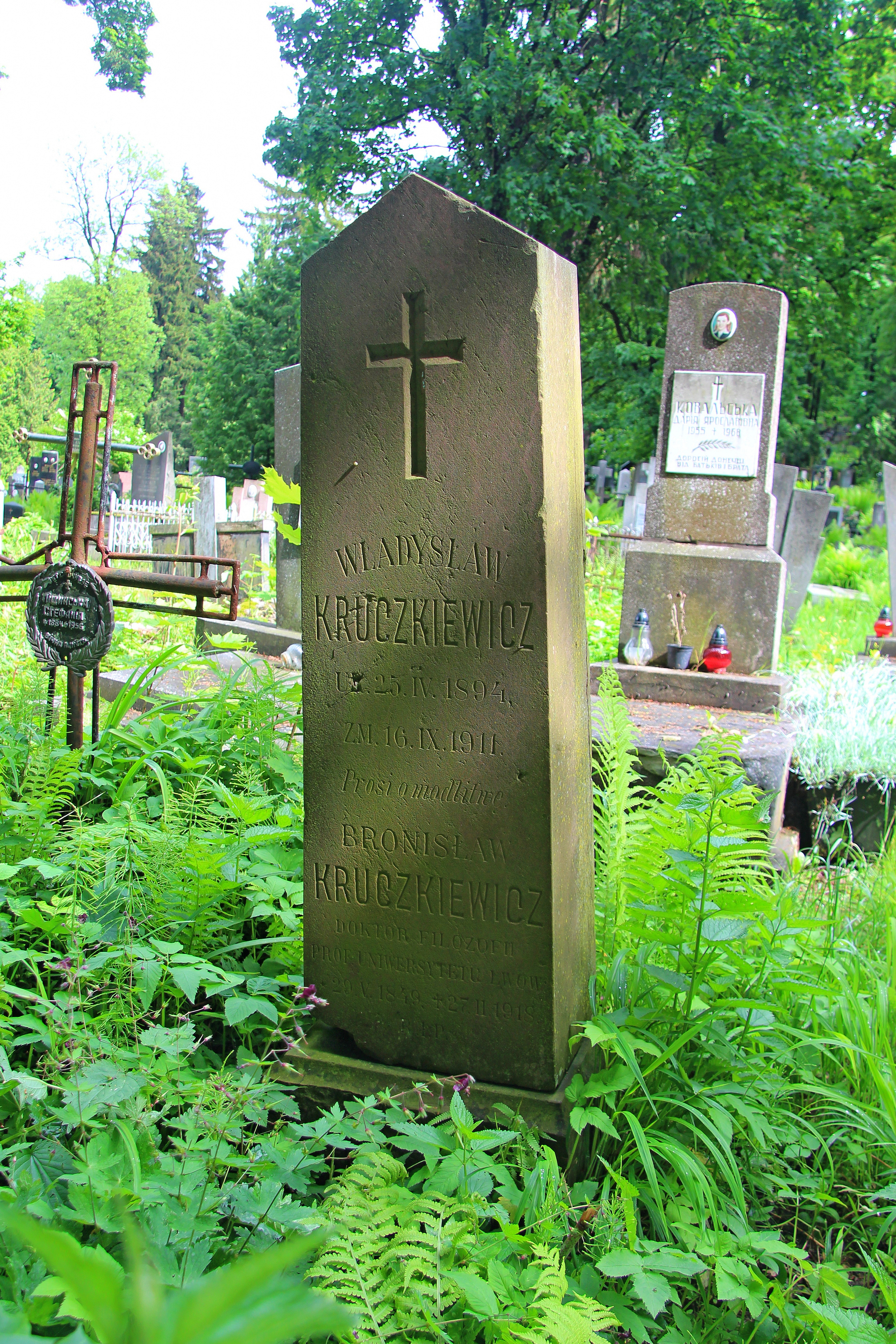

Bronisław Ignacy Kruczkiewicz (ur. 29 maja 1849 w Pustkowie, zm. 27 lutego 1918 we Lwowie) – filolog klasyczny, latynista, autor słownika łacińsko-polskiego i szeregu rozpraw z dziedziny filologii klasycznej oraz polskiego humanizmu (m.in. na temat rozwoju języka łacińskiego i jego składni, literatury łacińskiej). Napisał też krytyczne uwagi do tekstów Tacyta, Stacjusza, Juwenalisa, Horacego, Liwiusza. Opracował wydania krytyczne poetów polsko-łacińskich: Rojzjusza, Pawła z Krosna i Jana z Wiślicy. Był zięciem architekta Macieja Moraczewskiego, szwagrem premiera Jędrzeja Moraczewskiego.